# Sigaudi
Sigaudi (nepalski: सिंगौडी) – gaun wikas samiti w zachodniej części Nepalu w strefie Bheri w dystrykcie Dailekh. Według nepalskiego spisu powszechnego z 2011 roku liczył on 1104 gospodarstwa domowe i 6032 mieszkańców (3045 kobiet i 2987 mężczyzn).